# Liste des unités militaires de New York pendant la guerre de Sécession
Les unités listées dans les tableaux ci-dessous ont servi l'armée de l'Union pendant la guerre de Sécession.

## Infanterie

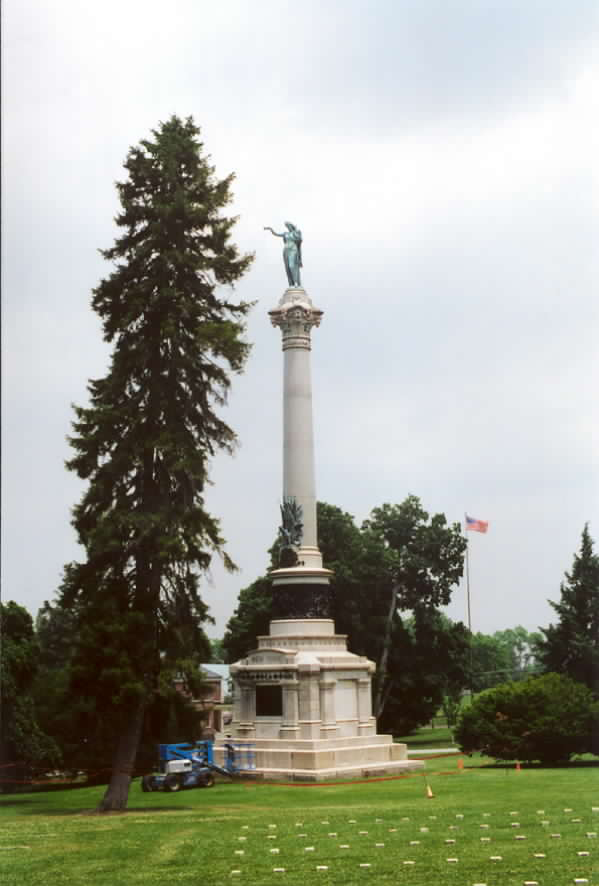
Monument de New York à Gettysburg

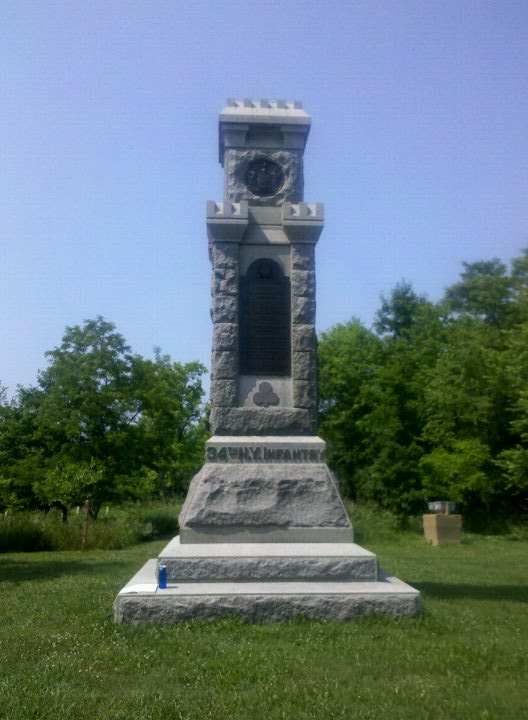
Monument d'infanterie du 34e NY à Antietam

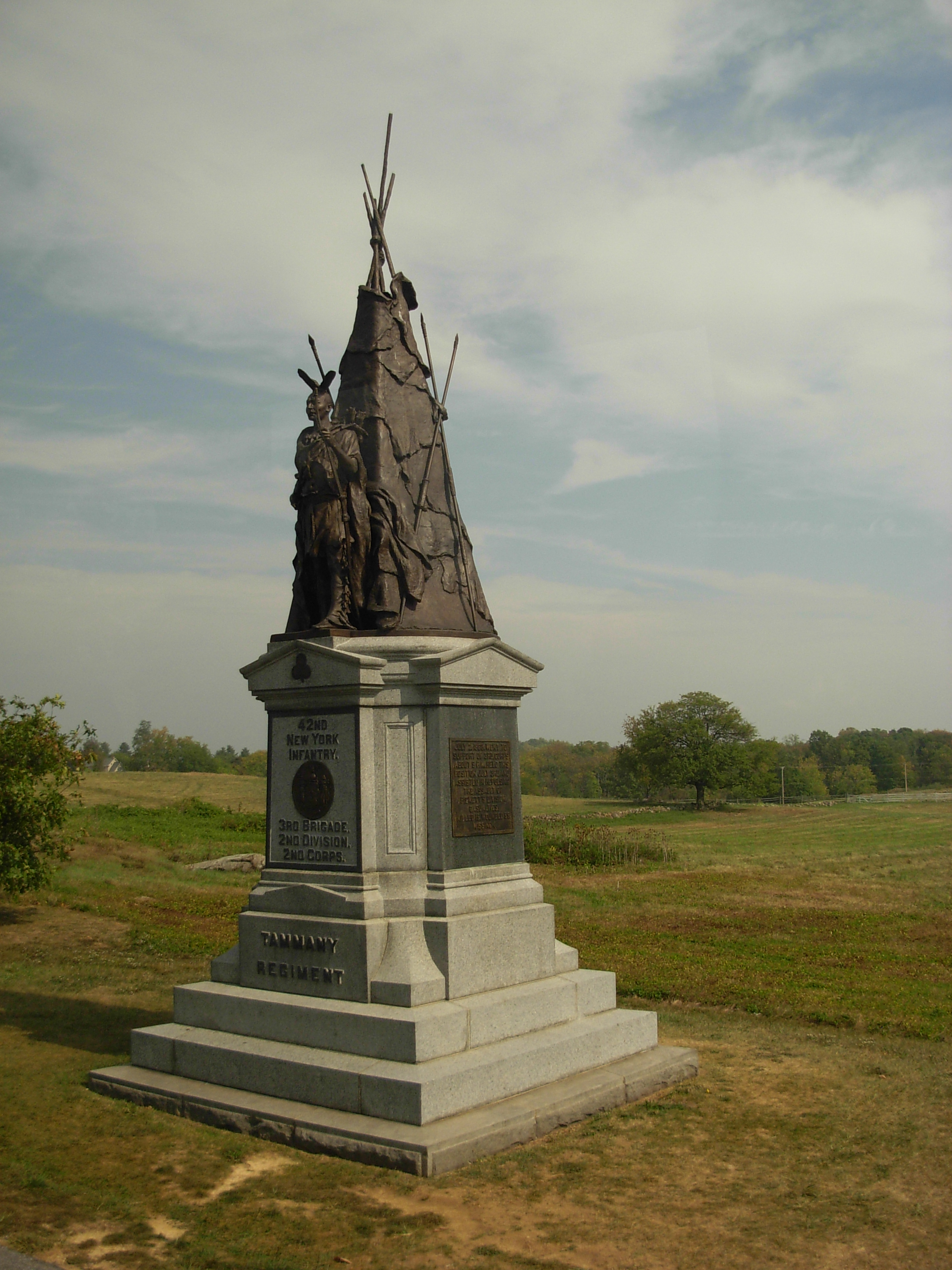
Monument du 42nd d'infanterie de New York Infantry à Gettysburg

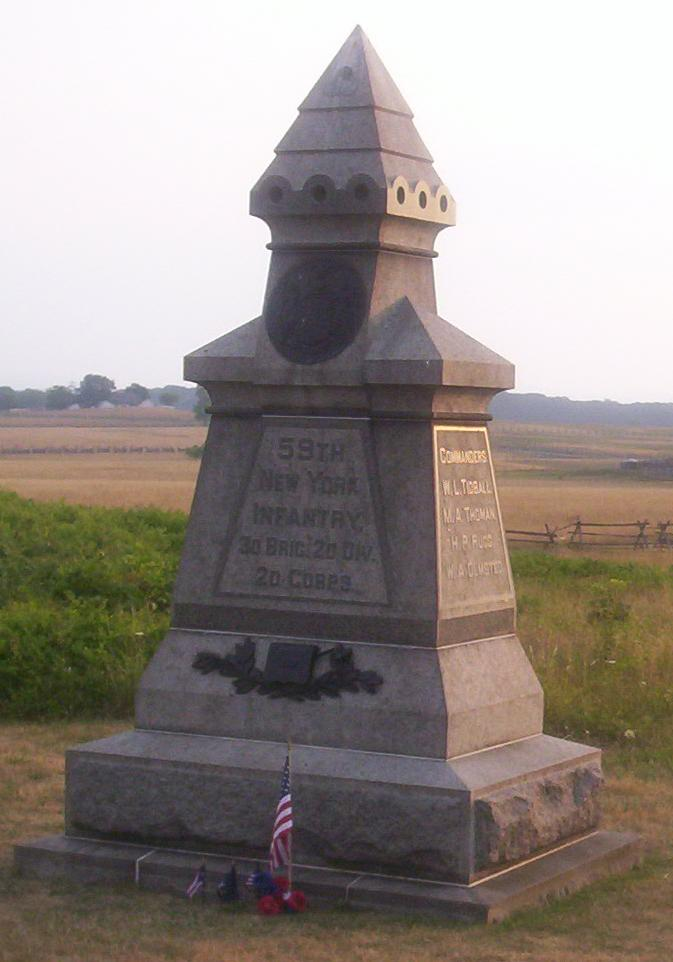
59e Monument du 59e New York Infantry à Gettysburg

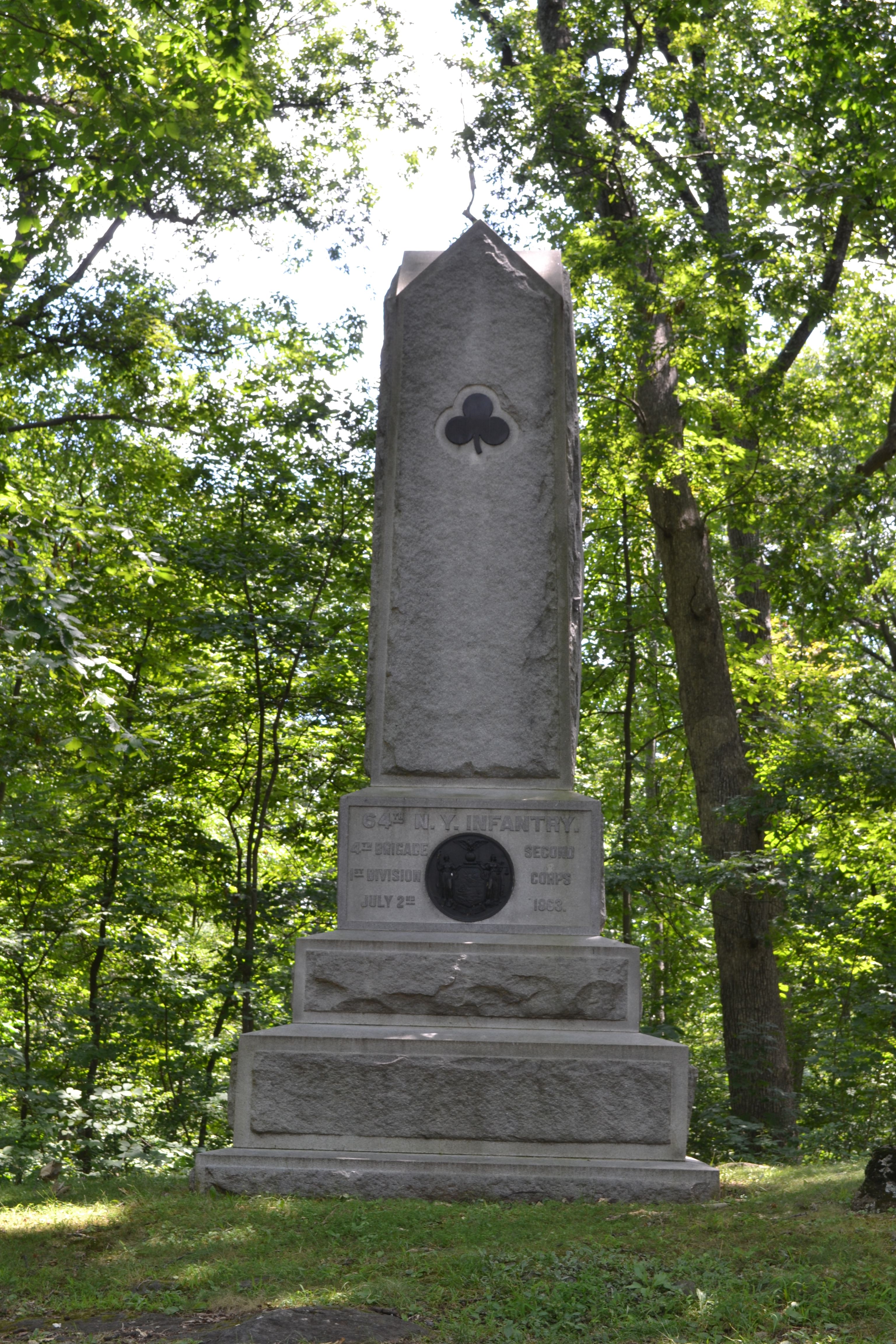
Monument du 64th NY Infantry à Gettysburg

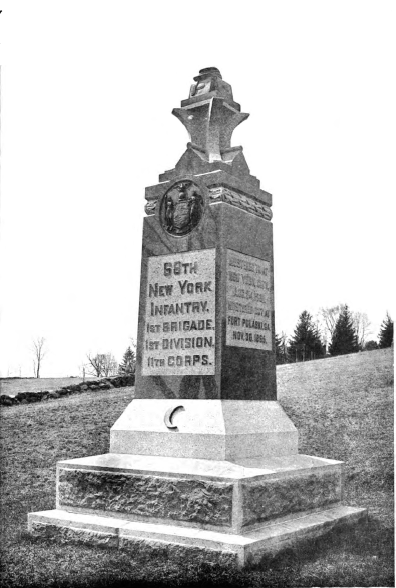
Monument du 68e NY Infantry à Gettysburg

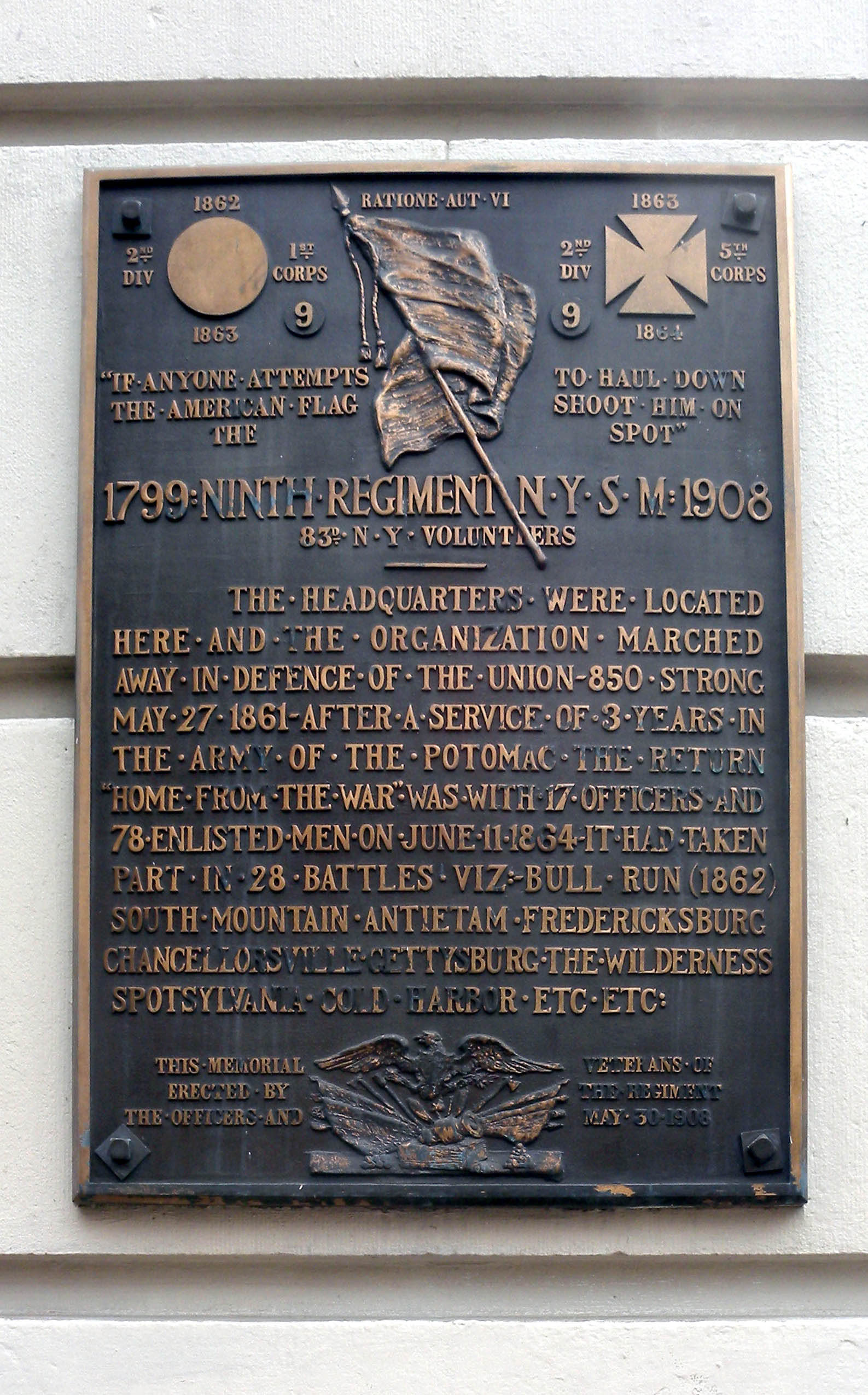
Plaque pour le 83e NY Volunteers

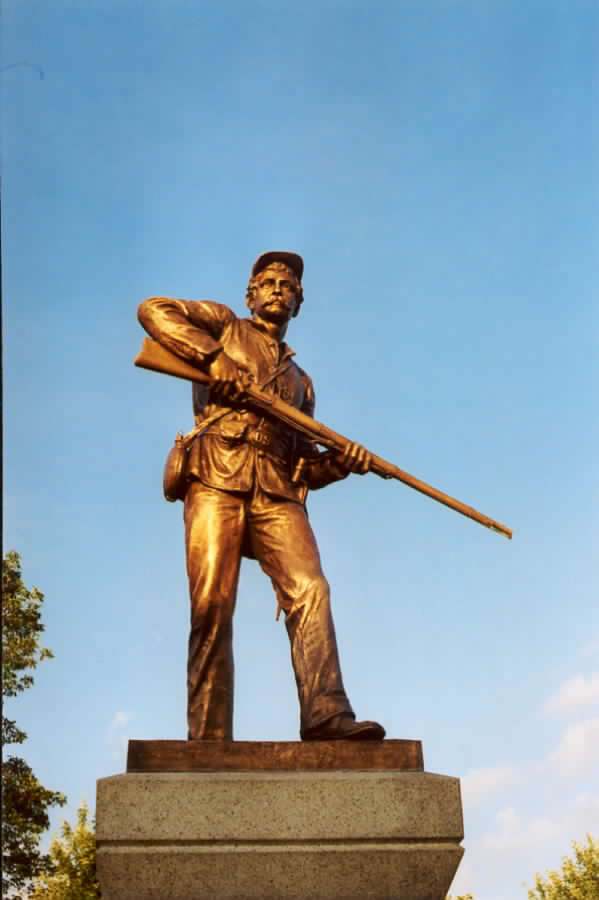
Monument du 111e NY Infantry à Gettysburg

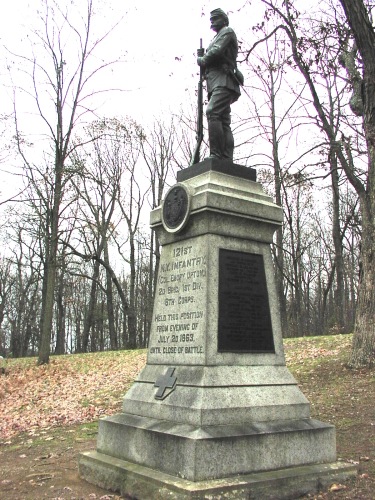
Monument du 121e New York Infantry à Gettysburg

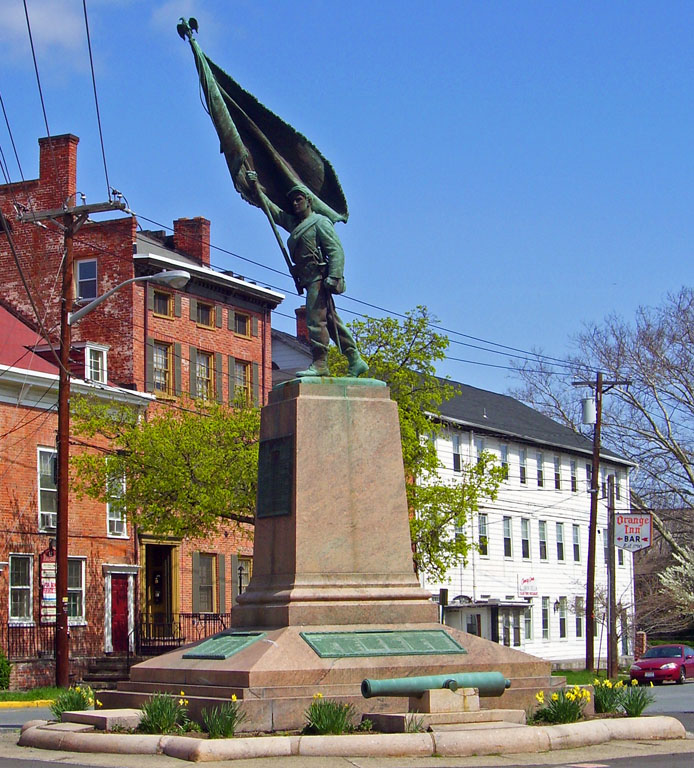
Monument du 124th NY Infantry à Goshen, NY

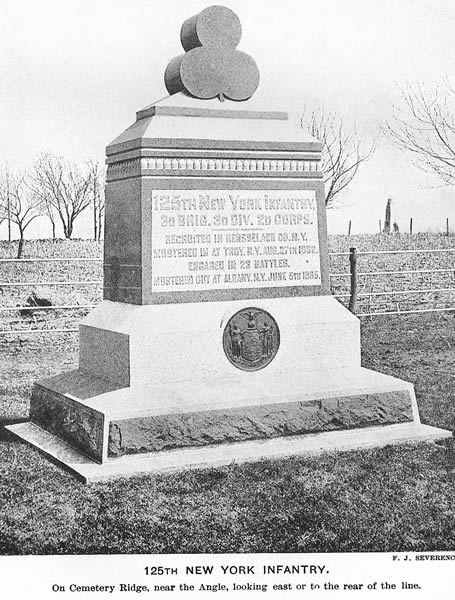
Monument du 125th NY Infantry à Gettysburg

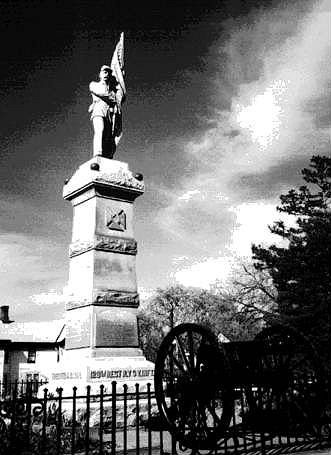
Monument du 128e NY Infantry à Poughkeepsie, NY

L'État de New York a levé durant la guerre de Sécession pas moins de 206 régiments d'infanterie de volontaires. La grande majorité de ces régiments n'étaient qu'à un seul bataillon. Ces bataillons de volontaires sont souvent appelés avec le numéro d'ordre de création du régiment suivi du nom de l'État (ici « New York ») et suivi de « Volunteer Infantry ». Certains de ces régiments n'ont pas réussi à compléter les cadres ou les effectifs prévus et ont été amalgamés dans d'autres régiments (par exemple, le 31st New York Veteran Volunteer Infantry Regiment qui a été amalgamé dans le 5th New York Veteran Volunteer Infantry Regiment). D'autres régiments ont été convertis de l'infanterie vers d'autres armes telles que l'artillerie ou le corps des ingénieurs, en fonction des besoins ou de l'urgence comme pour la défense de Washington.
Ci-dessous, voici la liste de ces régiments
| Unité                                                              | Surnom | Note |  |
| ------------------------------------------------------------------ | --- | --- |  |
| 1st New York Volunteer Infantry Regiment                           | | |  |
| 2nd New York Volunteer Infantry Regiment                           | "Troy Regiment" | |  |
| 3rd New York Volunteer Infantry Regiment                           | "Albany Regiment" | |  |
| 4th New York Volunteer Infantry Regiment                           | "1st Scott's Life Guard"                                                                                              | |  |
| 5th New York Volunteer Infantry Regiment                           | "National Zouaves"; "Advance Guard Zouaves"; "Duryée's Zouaves"                                                       | |  |
| 5th New York Veteran Volunteer Infantry Regiment                   | "Duryea's Zouaves."                                                                                                   | |  |
| 6th New York Volunteer Infantry Regiment                           | "Billy Wilson's Zouaves"; "Union Battalion Zouaves"; "Union Volunteers"                                               | |  |
| 7th New York Volunteer Infantry Regiment                           | "Steuben Guard"; "Steuben Regiment"                                                                                   | |  |
| 7th New York Veteran Infantry Regiment                             | | |  |
| 8th New York Volunteer Infantry Regiment                           | First German Rifles ou Blenker's Rifles                                                                               | |  |
| 9th New York Volunteer Infantry Regiment                           | "Hawkins' Zouaves" | |  |
| 10th New York Volunteer Infantry Regiment                          | "National Zouaves," "New-York Zouaves," "McChesney's Zouaves"                                                         | |  |
| 11th New York Volunteer Infantry Regiment                          | "First Fire Zouaves," "Ellsworth Zouaves"                                                                             | |  |
| 12th New York Volunteer Infantry Regiment                          | "First Onondaga Regiment"                                                                                             | |  |
| 13th New York Volunteer Infantry Regiment                          | "Rochester Regiment"                                                                                                  | |  |
| 14th New York Volunteer Infantry Regiment                          | "1st Oneida County Regiment"                                                                                          | |  |
| 15th New York Volunteer Infantry Regiment                          | | Converti en 15th Engineers |  |
| 16th New York Volunteer Infantry Regiment                          | "1st Northern New York Regiment"                                                                                      | |  |
| 17th New York Volunteer Infantry Regiment                          | "Westchester Chasseurs"                                                                                               | |  |
| 17th New York Veteran Volunteer Infantry Regiment                  | "Veteran Zouaves" | |  |
| 18th New York Volunteer Infantry Regiment                          | "New York State Rifles"                                                                                               | |  |
| 19th New York Volunteer Infantry Regiment                          | "Cayuga County Regiment"                                                                                              | Converti en 3rd New York Light Artillery Regiment |  |
| 20th New York Volunteer Infantry Regiment                          | "United Turner Rifles"                                                                                                | |  |
| 21st New York Volunteer Infantry Regiment                          | "1st Buffalo Regiment"                                                                                                | |  |
| 22nd New York Volunteer Infantry Regiment                          | "2nd Northern New York Regiment"                                                                                      | |  |
| 23rd New York Volunteer Infantry Regiment                          | "Southern Tier Regiment"                                                                                              | |  |
| 24th New York Volunteer Infantry Regiment                          | "Oswego County Regiment"                                                                                              | |  |
| 25th New York Volunteer Infantry Regiment (3 month)                | | |  |
| 25th New York Volunteer Infantry Regiment                          | "Union Rangers", "Kerrigan Rangers"                                                                                   | |  |
| 26th New York Volunteer Infantry Regiment                          | "2nd Oneida Regiment"                                                                                                 | |  |
| 27th New York Volunteer Infantry Regiment                          | "Union Regiment" | |  |
| 28th New York Volunteer Infantry Regiment (3 month)                | | |  |
| 28th New York Volunteer Infantry Regiment                          | Niagara Rifles" ou "Scott Life Guard"                                                                                 | |  |
| 29th New York Volunteer Infantry Regiment                          | "Astor Rifles" ou "1st German Infantry"                                                                               | |  |
| 29th New York Veteran Volunteer Infantry Regiment                  | | Échec de l'organisation du corps. Les recrues ont été transférées dans le 13th New York Heavy Artillery Regiment le 14 octobre 1863.                                    |  |
| 30th New York Volunteer Infantry Regiment                          | | |  |
| 31st New York Volunteer Infantry Regiment                          | "Baxter's Light Guard" ou "Montezuma Regiment"                                                                        | |  |
| 31st New York Veteran Volunteer Infantry Regiment                  | | Échec de l'organisation du corps. Les recrues ont été transférées dans le 5th New York Veteran Volunteer Infantry Regiment le 14 octobre 1863.                          |  |
| 32nd New York Volunteer Infantry Regiment                          | "1st California Regiment"                                                                                             | |  |
| 33rd New York Volunteer Infantry Regiment                          | "Ontario Regiment" | |  |
| 34th New York Volunteer Infantry Regiment                          | "Herkimer Regiment"                                                                                                   | |  |
| 35th New York Volunteer Infantry Regiment                          | "Jefferson County Regiment"                                                                                           | |  |
| 36th New York Volunteer Infantry Regiment                          | "Washington Volunteers"                                                                                               | |  |
| 37th New York Volunteer Infantry Regiment                          | "Irish Rifles" | |  |
| 38th New York Volunteer Infantry Regiment                          | "Second Scott's Life Guard"                                                                                           | |  |
| 38th New York Veteran Volunteer Infantry Regiment                  | | Échec de l'organisation du corps. Les recrues ont été transférées dans le 5th New York Veteran Volunteer Infantry Regiment le 14 octobre 1863.                          |  |
| 39th New York Volunteer Infantry Regiment                          | "Garibaldi Guard" ou "First Foreign Rifles"                                                                           | |  |
| 40th New York Volunteer Infantry Regiment                          | "Mozart Regiment," "United States Constitution Guard"                                                                 | |  |
| 41st New York Volunteer Infantry Regiment                          | "De Kalb Regiment," "Second Yager Regiment"                                                                           | Après trois années de la formation, le régiment est réorganisé en un bataillon de six compagnies. 41st New York Veteran Volunteer Infantry Regiment                     |  |
| 42nd New York Volunteer Infantry Regiment                          | "Tammany Jackson Guard"                                                                                               | |  |
| 43rd New York Volunteer Infantry Regiment                          | "Albany and Yates Rifles"                                                                                             | |  |
| 44th New York Volunteer Infantry Regiment                          | "Ellsworth Avengers" ou "People's Ellsworth Regiment"                                                                 | |  |
| 45th New York Volunteer Infantry Regiment                          | "5th German Rifles"                                                                                                   | |  |
| 46th New York Volunteer Infantry Regiment                          | "Fremont Rifles" | |  |
| 47th New York Volunteer Infantry Regiment                          | "Washington Grays" | |  |
| 48th New York Volunteer Infantry Regiment                          | "Continental Guard" plus tard, "Perry's Saints"                                                                       | |  |
| 49th New York Volunteer Infantry Regiment                          | | |  |
| 50th New York Volunteer Infantry Regiment                          | | Converrti en 50th New York Volunteer Engineers le 22 octobre 1861 |  |
| 51st New York Volunteer Infantry Regiment                          | "Shepard Rifles" | |  |
| 52nd New York Volunteer Infantry Regiment                          | "German Rangers" ou "Sigel Rifles"                                                                                    | |  |
| 53rd New York Volunteer Infantry Regiment                          | "D'Epineuil Zouaves" ou "Poughkeepsie Boys"                                                                           | |  |
| 53rd New York Volunteer Infantry Regiment                          | | Échec de l'organisation du corps. Les recrues ont été transférées dans le 132nd New York Volunteer Infantry and 162nd New York Volunteer Infantry 10 septembre 1862.    |  |
| 54th New York Volunteer Infantry Regiment                          | "Hiram Barney Rifles" ou "Barney Black Rifles"                                                                        | |  |
| 55th New York Volunteer Infantry Regiment                          | "Gardes Lafayette" | |  |
| 56th New York Volunteer Infantry Regiment                          | "10th Legion" | |  |
| 57th New York Volunteer Infantry Regiment                          | "National Guard Rifles"                                                                                               | |  |
| 58th New York Volunteer Infantry Regiment                          | "Polish Legion" | |  |
| 59th New York Volunteer Infantry Regiment                          | "Union Guards" | |  |
| 60th New York Volunteer Infantry Regiment                          | "1st St. Lawrence Regiment"                                                                                           | |  |
| 61st New York Volunteer Infantry Regiment                          | "Clinton Guards" | |  |
| 62nd New York Volunteer Infantry Regiment                          | "Anderson Zouaves" | |  |
| 63rd New York Volunteer Infantry Regiment                          | "Third Regiment Irish Brigade"                                                                                        | Membre de la Brigade irlandaise |  |
| 64th New York Volunteer Infantry Regiment                          | "Cattaraugus Regiment"                                                                                                | |  |
| 65th New York Volunteer Infantry Regiment                          | "1st United States Chasseurs"                                                                                         | |  |
| 66th New York Volunteer Infantry Regiment                          | "Governor's Guard" | |  |
| 67th New York Volunteer Infantry Regiment                          | "Beecher's Pets"; "1st Long Island Regiment"                                                                          | |  |
| 68th New York Volunteer Infantry Regiment                          | "Cameron Rifles" ou "2nd German Rifle Regiment"                                                                       | |  |
| 69th New York Volunteer Infantry Regiment,                         | "First Regiment Irish Brigade," "The Fighting 69th"                                                                   | Membre de l'Irish Brigade |  |
| 70th New York Volunteer Infantry Regiment                          | "First Regiment Excelsior Brigade"                                                                                    | Membre de l'Excelsior Brigade |  |
| 71st New York Volunteer Infantry Regiment                          | "Second Regiment Excelsior Brigade," "The American Guard"                                                             | Membre de l'Excelsior Brigade |  |
| 72nd New York Volunteer Infantry Regiment                          | "Third Regiment Excelsior Brigade"                                                                                    | Membre de l'Excelsior Brigade |  |
| 73rd New York Volunteer Infantry Regiment                          | "Fourth Regiment Excelsior Brigade," "Second Fire Zouaves"                                                            | Membre de l'Excelsior Brigade |  |
| 74th New York Volunteer Infantry Regiment                          | "Fifth Regiment Excelsior Brigade"                                                                                    | Membre de l'Excelsior Brigade |  |
| 75th New York Volunteer Infantry Regiment                          | "Auburn Regiment" | |  |
| 76th New York Volunteer Infantry Regiment                          | "Cortland Regiment"                                                                                                   | Ce qui restait du 76th New York a été amalgamé dans le 147th New York Infantry en janvier 1865.                                                                         |  |
| 77th New York Volunteer Infantry Regiment                          | "Bemis Heights Regiment" ou "Saratoga Regiment"                                                                       | |  |
| 78th New York Volunteer Infantry Regiment                          | "78th Highlanders," "Lochiel Cameron Highlanders," "First Regiment, Eagle Brigade"                                    | |  |
| 79th New York Volunteer Infantry Regiment                          | "Highland Guard" | Formé à partir du 79th New York State Militia |  |
| 80th New York Volunteer Infantry Regiment                          | "Ulster Guard" | Formé depuis le 20th New York State Militia Regiment. |  |
| 81st New York Volunteer Infantry Regiment                          | "2nd Oswego Regiment" ou "Mohawk Rangers"                                                                             | |  |
| 82nd New York Volunteer Infantry Regiment                          | "State Guards", "2nd New York Light Infantry"                                                                         | Formé depuis le 2nd Regiment New York State Militia. |  |
| 83rd New York Volunteer Infantry Regiment                          | | Formé depuis le 9th New York State Militia. |  |
| 84th New York Volunteer Infantry Regiment (14th Brooklyn N.Y.S.M.) | "Fourteenth Brooklyn," "Red Legged Devils"                                                                            | |  |
| 85th New York Volunteer Infantry Regiment                          | "The Plymouth Pilgrims"                                                                                               | |  |
| 86th New York Volunteer Infantry Regiment                          | "Steuben Rangers" | |  |
| 87th New York Volunteer Infantry Regiment                          | "13th Brooklyn" | Formé depuis le 13th New York State Militia et différentes unités non complétées                                                                                        |  |
| 88th New York Volunteer Infantry Regiment                          | "Second Regiment Irish Brigade," "Mrs. Meagher's Own"                                                                 | Membre de la Brigade irlandaise |  |
| 89th New York Volunteer Infantry Regiment                          | "Dickinson Guard" | |  |
| 90th New York Volunteer Infantry Regiment                          | "Hancock Guard" | |  |
| 91st New York Volunteer Infantry Regiment                          | "Albany Regiment" | |  |
| 92nd New York Volunteer Infantry Regiment                          | "2nd St. Lawrence County Regiment", "New York Excelsior Rifle Legion", "Excelsior Rifle Blues", et "Potsdam Regiment" | |  |
| 93rd New York Volunteer Infantry Regiment                          | "Morgan Rifles" | |  |
| 94th New York Volunteer Infantry Regiment                          | "Bell Rifles" | |  |
| 95th New York Volunteer Infantry Regiment                          | "Warren Rifles" | |  |
| 96th New York Volunteer Infantry Regiment                          | "Plattsburg Regiment"                                                                                                 | |  |
| 97th New York Volunteer Infantry Regiment                          | "Conkling Rifles" | |  |
| 98th New York Volunteer Infantry Regiment                          | "Wayne County Regiment"                                                                                               | |  |
| 99th New York Volunteer Infantry Regiment                          | "Union Coast Guard"                                                                                                   | |  |
| 100th New York Volunteer Infantry Regiment                         | "3rd Buffalo Regiment"                                                                                                | |  |
| 101st New York Volunteer Infantry Regiment                         | "Union Brigade" | |  |
| 102nd New York Volunteer Infantry Regiment                         | "Van Buren Light Infantry"                                                                                            | |  |
| 103rd New York Volunteer Infantry Regiment                         | "Seward Infantry" | |  |
| 104th New York Volunteer Infantry Regiment                         | "Wadsworth Guards" ou "Livingston County Regiment"                                                                    | |  |
| 105th New York Volunteer Infantry Regiment                         | "Rochester Regiment"                                                                                                  | |  |
| 106th New York Volunteer Infantry Regiment                         | "St. Lawrence County Regiment"                                                                                        | |  |
| 107th New York Volunteer Infantry Regiment                         | "Campbell Guards" | |  |
| 108th New York Volunteer Infantry Regiment                         | | |  |
| 109th New York Volunteer Infantry Regiment                         | "Binghamton Regiment" ou "Railway Brigade"                                                                            | |  |
| 110th New York Volunteer Infantry Regiment                         | | |  |
| 111th New York Volunteer Infantry Regiment                         | | |  |
| 112th New York Volunteer Infantry Regiment                         | "Chautauqua Regiment"                                                                                                 | |  |
| 113th New York Volunteer Infantry Regiment                         | "Albany County Regiment" connu aussi comme "Seymour Guard"                                                            | Formé initialement comme infanterie le 18 août 1862. Réorganisé comme 7th New York Heavy Artillery le 19 décembre 1862 à la suite des besoins de défenses de Washington |  |
| 114th New York Volunteer Infantry Regiment                         | | |  |
| 115th New York Volunteer Infantry Regiment                         | "Iron Hearted Regiment"                                                                                               | |  |
| 116th New York Volunteer Infantry Regiment                         | | |  |
| 117th New York Volunteer Infantry Regiment                         | | |  |
| 118th New York Volunteer Infantry Regiment                         | "Adirondack Regiment"                                                                                                 | |  |
| 119th New York Volunteer Infantry Regiment                         | | |  |
| 120th New York Volunteer Infantry Regiment                         | | Membre de l'Excelsior Brigade |  |
| 121st New York Volunteer Infantry Regiment                         | "Onesters" | |  |
| 122nd New York Volunteer Infantry Regiment                         | "Onondagas" | |  |
| 123rd New York Volunteer Infantry Regiment                         | | |  |
| 124th New York Volunteer Infantry Regiment                         | "Orange Blossoms" | |  |
| 125th New York Volunteer Infantry Regiment                         | | |  |
| 126th New York Volunteer Infantry Regiment                         | | |  |
| 127th New York Volunteer Infantry Regiment                         | "National Volunteers" or "Monitors"                                                                                   | |  |
| 128th New York Volunteer Infantry Regiment                         | "Old Steady" | |  |
| 129th New York Volunteer Infantry Regiment                         | "Albany County Regiment" et le "Seymour Guard"                                                                        | Formé initialement comme infanterie le 22 août 1862. Réorganisé comme 8th New York Heavy Artillery le 19 décembre 1862 à la suite des besoins de défenses de Washington |  |
| 130th New York Volunteer Infantry Regiment                         | | Reorganisé comme 19th New York Cavalry |  |
| 131st New York Volunteer Infantry Regiment                         | "1st Metropolitan Guards"                                                                                             | |  |
| 132nd New York Volunteer Infantry Regiment                         | "Hillhouse Light Guards"                                                                                              | appelé aussi "Second Regiment, Empire, Spinola's Brigade" |  |
| 133rd New York Volunteer Infantry Regiment                         | "2nd Metropolitan Guards"                                                                                             | |  |
| 134th New York Volunteer Infantry Regiment                         | | |  |
| 135th New York Volunteer Infantry Regiment                         | "Anthony Wayne Guard"                                                                                                 | Formé comme infanterie le 2 septembre 1862. Modifié en 6th New York Heavy Artillery le 3 octobre 1862 à la suite des besoins de défenses de Washington                  |  |
| 136th New York Volunteer Infantry Regiment                         | "Ironclads" | |  |
| 137th New York Volunteer Infantry Regiment                         | | |  |
| 138th New York Volunteer Infantry Regiment                         | "2nd Auburn Regiment" et le "Cayuga and Wayne County Regiment"                                                        | Renommé 9th New York Heavy Artillery Regiment le 19 décembre 1862 à la suite d'un besoin de défense de Washington                                                       |  |
| 139th New York Volunteer Infantry Regiment                         | | |  |
| 140th New York Volunteer Infantry Regiment                         | "Rochester Race Horses"                                                                                               | |  |
| 141st New York Volunteer Infantry Regiment                         | | |  |
| 142nd New York Volunteer Infantry Regiment                         | "St. Lawrence County Regiment"                                                                                        | |  |
| 143rd New York Volunteer Infantry Regiment                         | "Sullivan County Regiment"                                                                                            | |  |
| 144th New York Volunteer Infantry Regiment                         | | |  |
| 145th New York Volunteer Infantry Regiment                         | "Stanton Legion" | |  |
| 146th New York Volunteer Infantry Regiment                         | "Garrard's Tigers" ou"Halleck's Infantry"                                                                             | |  |
| 147th New York Volunteer Infantry Regiment                         | "Oswego Regiment" ou "Ploughboys"                                                                                     | |  |
| 148th New York Volunteer Infantry Regiment                         | | |  |
| 149th New York Volunteer Infantry Regiment                         | | |  |
| 150th New York Volunteer Infantry Regiment                         | | |  |
| 151st New York Volunteer Infantry Regiment                         | | |  |
| 152nd New York Volunteer Infantry Regiment                         | | |  |
| 153rd New York Volunteer Infantry Regiment                         | | |  |
| 154th New York Volunteer Infantry Regiment                         | "The Hardtack Regiment"                                                                                               | |  |
| 155th New York Volunteer Infantry Regiment                         | | |  |
| 156th New York Volunteer Infantry Regiment                         | "Mountain Legion" | |  |
| 157th New York Volunteer Infantry Regiment                         | "Madison and Cortland Regiment"                                                                                       | |  |
| 158th New York Volunteer Infantry Regiment                         | | |  |
| 159th New York Volunteer Infantry Regiment                         | | |  |
| 160th New York Volunteer Infantry Regiment                         | | |  |
| 161st New York Volunteer Infantry Regiment                         | | |  |
| 162nd New York Volunteer Infantry Regiment                         | "3rd Metropolitan Guard"                                                                                              | |  |
| 163rd New York Volunteer Infantry Regiment                         | "3rd Regiment, Empire Brigade"                                                                                        | |  |
| 164th New York Volunteer Infantry Regiment                         | "Corcoran Guard" | |  |
| 165th New York Volunteer Infantry Regiment                         | "2nd Battalion Duryée's Zouaves" ou "Smith's Zouaves"                                                                 | |  |
| 166th New York Volunteer Infantry Regiment                         | | Échec de l'organisation du corps. Les recrues ont été transférées dans le 176th New York Volunteer Infantry le 13 novembre 1862.                                        |  |
| 167th New York Volunteer Infantry Regiment                         | | Échec de l'organisation du corps. Les recrues ont été transférées dans le 159th New York Volunteer Infantry le 12 octobre 1862.                                         |  |
| 168th New York Volunteer Infantry Regiment                         | "19th State Militia"                                                                                                  | |  |
| 169th New York Volunteer Infantry Regiment                         | "Troy Regiment" | |  |
| 170th New York Volunteer Infantry Regiment                         | "4th Corcoran Legion"                                                                                                 | |  |
| 171st New York Volunteer Infantry Regiment                         | | Échec de l'organisation du corps. Les recrues ont été transférées dans le 175th New York Volunteer Infantry.                                                            |  |
| 172nd New York Volunteer Infantry Regiment                         | | Échec de l'organisation du corps. Les recrues ont été transférées dans le 6th New York Heavy Artillery.                                                                 |  |
| 173rd New York Volunteer Infantry Regiment                         | "4th Metropolitan Guard"                                                                                              | |  |
| 174th New York Volunteer Infantry Regiment                         | "5th Metropolitan Guard"                                                                                              | |  |
| 175th New York Volunteer Infantry Regiment                         | | |  |
| 176th New York Volunteer Infantry Regiment                         | "Ironsides" | |  |
| 177th New York Volunteer Infantry Regiment                         | "10th New York National Guard"                                                                                        | |  |
| 178th New York Volunteer Infantry Regiment                         | "The Defenders"; "2nd Regiment, Hawkins Zouaves"                                                                      | |  |
| 179th New York Volunteer Infantry Regiment                         | | |  |
| 180th New York Volunteer Infantry Regiment                         | | Organisation non terminée. Les recrues ont été transférées dans le 179th New York Volunteer Infantry le 21 février 1865, comme Compagnie G.                             |  |
| 181st New York Volunteer Infantry Regiment                         | | Organisation non terminée |  |
| 182nd New York Volunteer Infantry Regiment                         | | |  |
| 183rd New York Volunteer Infantry Regiment                         | | Organisation non terminée. Les recrues ont été transférées dans le 188th New York Volunteer Infantry le 3 août 1864, comme Compagnie A.                                 |  |
| 184th New York Volunteer Infantry Regiment                         | | |  |
| 185th New York Volunteer Infantry Regiment                         | | |  |
| 186th New York Volunteer Infantry Regiment                         | | |  |
| 187th New York Volunteer Infantry Regiment                         | | |  |
| 188th New York Volunteer Infantry Regiment                         | | |  |
| 189th New York Volunteer Infantry Regiment                         | | |  |
| 190th New York Volunteer Infantry Regiment                         | | N'a pas réussi à terminer la formation du corps |  |
| 191st New York Volunteer Infantry Regiment                         | | N'a pas réussi à terminer la formation corps |  |
| 192nd New York Volunteer Infantry Regiment                         | | |  |
| 193rd New York Volunteer Infantry Regiment                         | | |  |
| 194th New York Volunteer Infantry Regiment                         | | |  |
| 1st Battalion New York Volunteer Sharpshooters                     | | |  |
| Independent Battalion of New York Volunteer Infantry               | "Enfants Perdus", "Lost Children", "German Legion"                                                                    | |  |
| New York British Volunteers                                        | | Amalgamé dans le 36th New York Infantry |  |

## Infanterie de milice

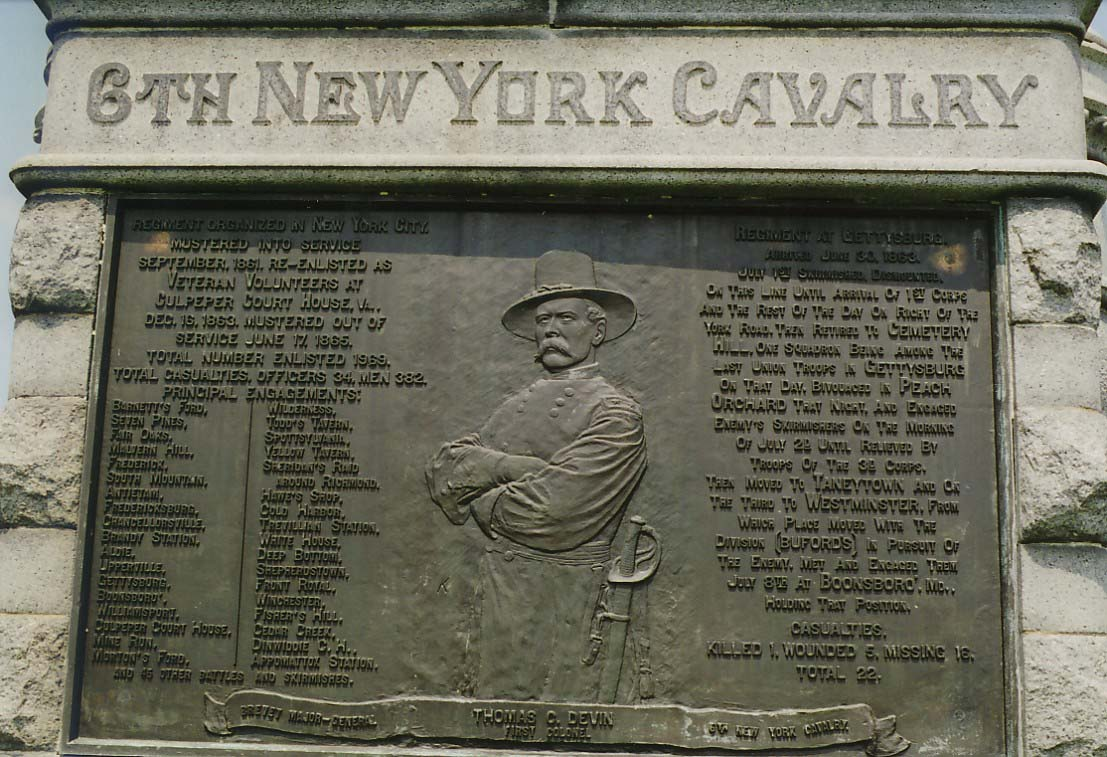
Thomas Devin à Gettysburg

L'État de New York a levé durant la Guerre de Sécession au moins 17 régiments de milice (appelés «Militia») ou de Garde Nationale («National Guard»). Ces régiments, formés pour les besoins locaux ont parfois été transformés en régiments de Volunteers. Ce sont des régiments relevant de l'arme de l'infanterie.
| Unité                                          | Surnom                               | Noter                                                                   |
| ---------------------------------------------- | ------------------------------------ | ----------------------------------------------------------------------- |
| 2rd New York State Militia Regiment            |                                      | plus tard le 82nd New York Volunteer Infantry Regiment (voir ci-dessus) |
| 4th Regiment New York National Guard Infantry  |                                      |                                                                         |
| 5th Regiment New York National Guard Infantry  |                                      |                                                                         |
| 6th Regiment New York National Guard Infantry  |                                      |                                                                         |
| 7th New York State Militia Regiment            | "Silk Stocking"                      |                                                                         |
| 8th New York Militia Regiment                  | "Washington Grays"                   |                                                                         |
| 8th Regiment New York National Guard Infantry  | "Washington Grays"                   | Renommé à partir du 8th NYSM                                            |
| 9th Regiment New York National Guard Infantry  |                                      | Deviendra le 83rd New York Volunteer Infantry Regiment (voir ci-dessus) |
| 11th Regiment New York National Guard Infantry |                                      |                                                                         |
| 12th New York State Militia Regiment           |                                      | Lieutenant-colonel John Jacob Astor III                                 |
| 14th New York State Militia Regiment           | "Red Legged Devils" (voir ci-dessus) | plus tard le 84th New York Volunteer Infantry Regiment (voir ci-dessus) |
| 20th Regiment New York National Guard Infantry | "Ulster Guard"                       | plus tard le 80th New York Volunteer Infantry Regiment (voir ci-dessus) |
| 22nd Regiment New York National Guard Infantry |                                      |                                                                         |
| 25th Regiment New York National Guard Infantry |                                      |                                                                         |
| 28th Regiment New York National Guard Infantry |                                      |                                                                         |
| 37th Regiment New York National Guard Infantry |                                      |                                                                         |
| 69th New York State Militia Regiment           | "The Fighting 69th" (voir ci-dessus) |                                                                         |

## Cavalerie

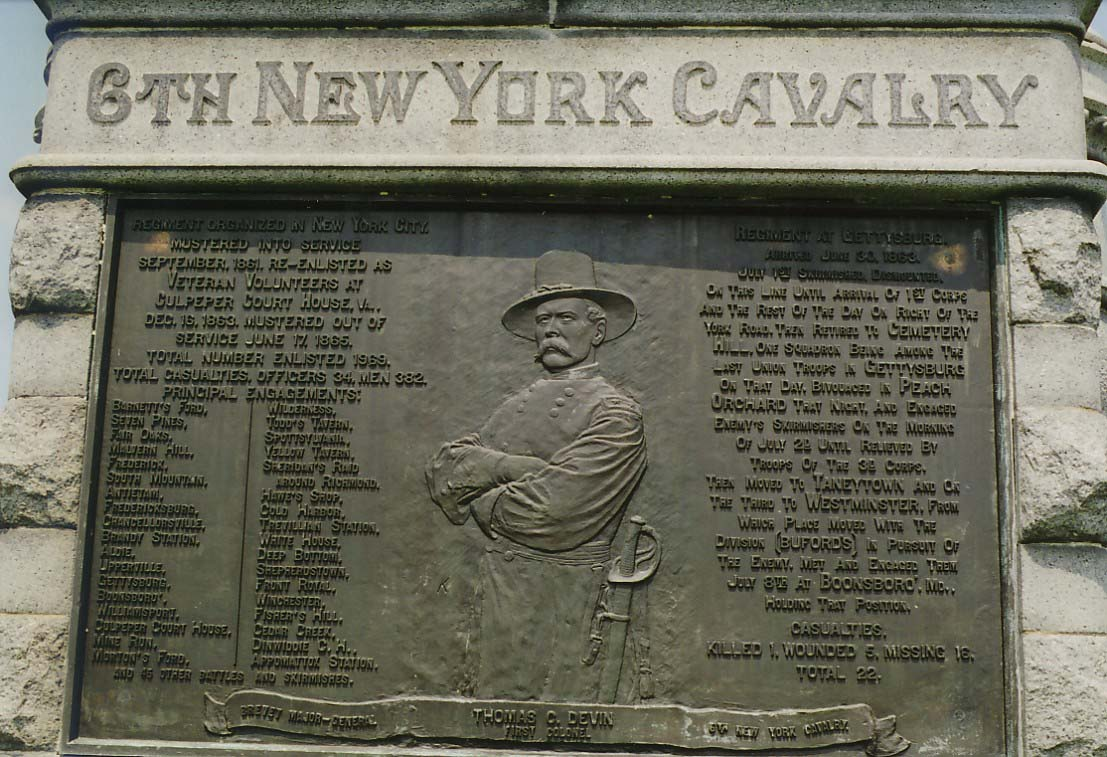
Thomas Devin à Gettysburg

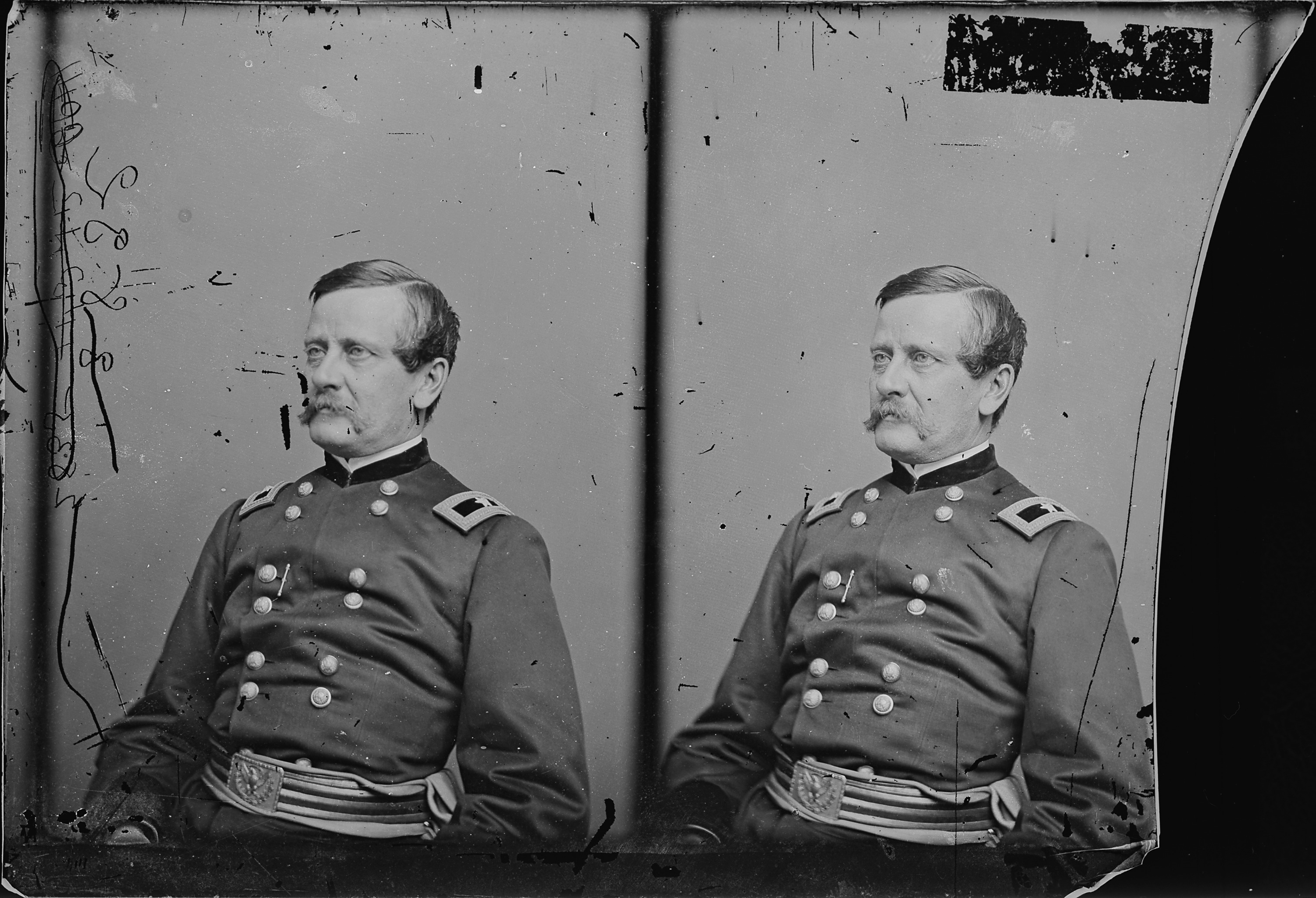
Colonel James H. Van Allen 3rd New York Cavalry

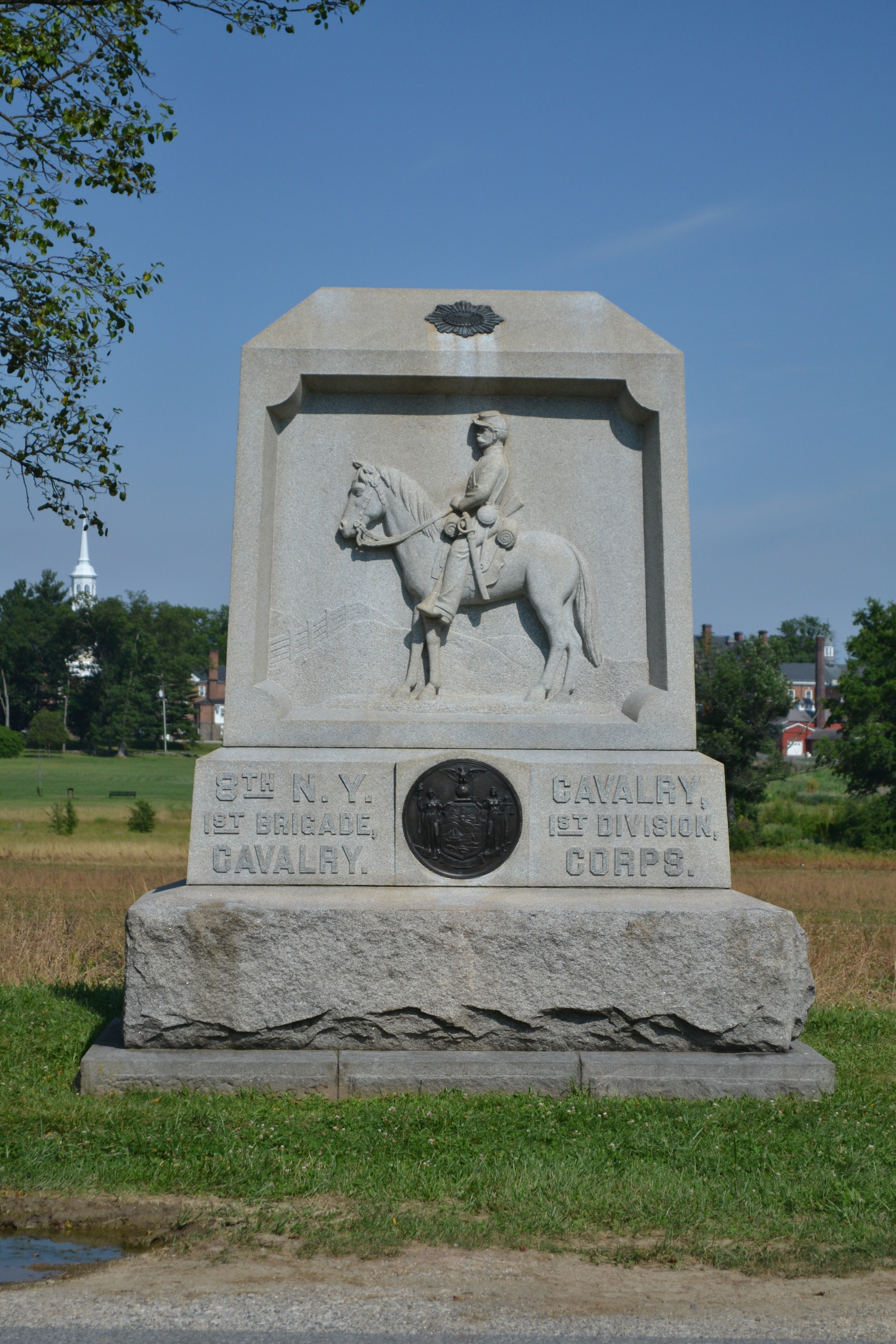
Monument de la 8th New York Volunteer Cavalry à Gettysburg

L'État de New York a levé durant la Guerre de Sécession au moins 38 régiments de cavalerie.
| Unité                                                      | Surnom                       | Noter                                                                |
| ---------------------------------------------------------- | ---------------------------- | -------------------------------------------------------------------- |
| 1st Regiment New York Volunteer Cavalry                    | "Lincoln Cavalry"            |                                                                      |
| 1st Regiment New York Veteran Volunteer Cavalry            |                              |                                                                      |
| 1st Regiment New York Mounted Rifles                       |                              | Parfois appelé 7th Regiment New York Volunteer Cavalry               |
| 1st Regiment New York Dragoons                             |                              |                                                                      |
| 1st Regiment New York Provisional Cavalry                  |                              |                                                                      |
| 2nd Regiment New York Volunteer Cavalry                    | "Harris Light"               |                                                                      |
| 2nd Regiment New York Veteran Volunteer Cavalry            | "Empire Light Cavalry"       |                                                                      |
| 2nd Regiment New York Mounted Rifles                       |                              |                                                                      |
| 2nd Regiment New York Provisional Cavalry                  |                              |                                                                      |
| 3rd Regiment New York Volunteer Cavalry                    | "Van Allen Cavalry"          |                                                                      |
| 3rd Regiment New York Provisional Cavalry                  |                              |                                                                      |
| 4th Regiment New York Volunteer Cavalry                    | "Dickel's Mounted Rifles"    |                                                                      |
| 4th Regiment New York Volunteer Cavalry                    |                              |                                                                      |
| 5th Regiment New York Volunteer Cavalry                    | " 1st Ira Harris Guard"      |                                                                      |
| 6th Regiment New York Volunteer Cavalry                    | " 2nd Ira Harris Guard "     |                                                                      |
| 7th Regiment New York Volunteer Cavalry                    | "Black Horse Cavalry"        | Jamais monté, rassemblé dans le 1st Regiment New York Mounted Rifles |
| 8th Regiment New York Volunteer Cavalry                    | « Rochester Regiment »       |                                                                      |
| 9th Regiment New York Volunteer Cavalry                    | "Stoneman Cavalry"           |                                                                      |
| 10th Regiment New York Volunteer Cavalry                   | "Porter Guard"               |                                                                      |
| 11th Regiment New York Volunteer Cavalry                   | « Scott's 900 »              |                                                                      |
| 12th Regiment New York Volunteer Cavalry                   | « 3rd Ira Harris Guard »     |                                                                      |
| 13th Regiment New York Volunteer Cavalry                   | "Seymour Light"              |                                                                      |
| 14th Regiment New York Volunteer Cavalry                   | " 1st Metropolitan Cavalry " |                                                                      |
| 15th Regiment New York Volunteer Cavalry                   |                              |                                                                      |
| 16th Regiment New York Volunteer Cavalry                   | "Sprague Light Cavalry"      |                                                                      |
| 17th Regiment New York Volunteer Cavalry                   |                              |                                                                      |
| 18th Regiment New York Volunteer Cavalry                   | "Cornish Light Cavalry"      |                                                                      |
| 19th Regiment New York Volunteer Cavalry                   |                              | Converti en 1st New York Dragoons                                    |
| 20th Regiment New York Volunteer Cavalry                   | "M'Clellan"                  |                                                                      |
| 21st Regiment New York Volunteer Cavalry                   | "Griswold Light Cavalry"     |                                                                      |
| 22nd Regiment New York Volunteer Cavalry                   |                              |                                                                      |
| 23th Regiment New York Volunteer Cavalry                   | "Mix's Battalion"            |                                                                      |
| 24th Regiment New York Volunteer Cavalry                   |                              |                                                                      |
| 25th Regiment New York Volunteer Cavalry                   |                              |                                                                      |
| 26th Regiment New York Volunteer Cavalry                   | "Frontier Cavalry"           |                                                                      |
| Devin's Company Devin, 1st cavalry, New York Militia       | « Jackson Horse Guard »      |                                                                      |
| Oneida Independent Company New York Volunteer Cavalry      |                              |                                                                      |
| Sauer's Company "C" Hussars, 3rd Cavalry, New York Militia |                              |                                                                      |

## Artillerie

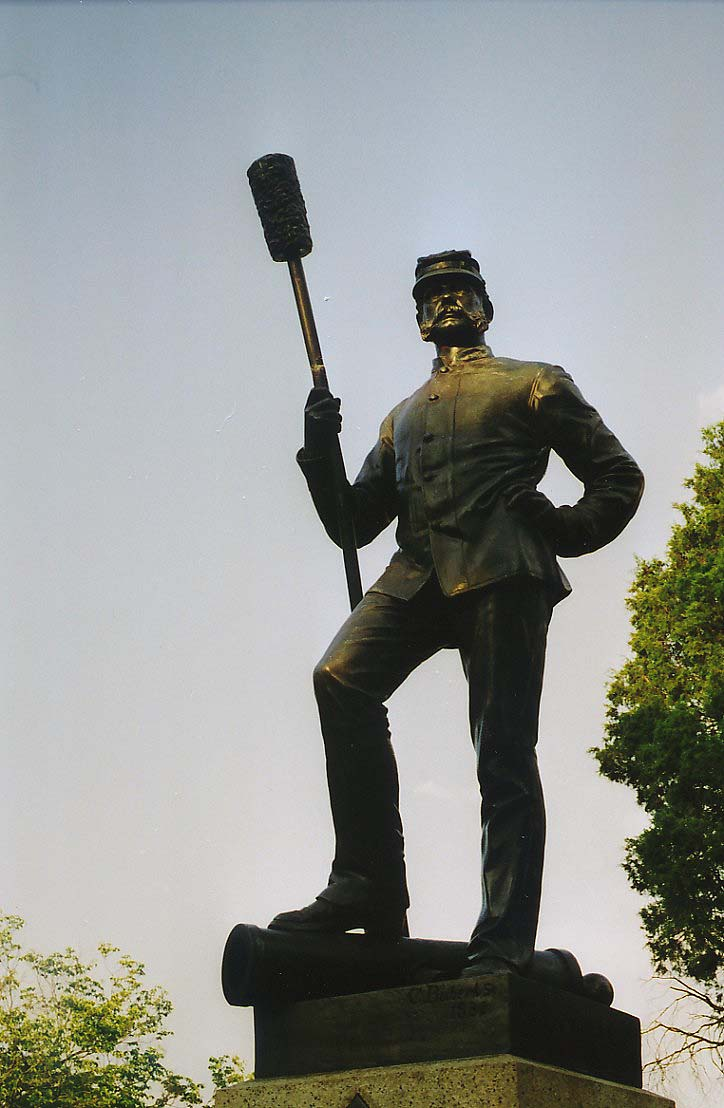
Monument à la mémoire du 4th NY Battery au champ de bataille de Gettysburg, par Caspar Buberl

L'État de New York a levé durant la Guerre de Sécession une cinquantaine d'unités d'artillerie. Ayant commencé par organiser des régiments complets d'artillerie, l'État de New York a organisé l'artillerie lourdes surtout en régiments puis des bataillons ou des batteries d'artillerie légère plus maniable et pouvant rejoindre le champ de bataille plus facilement.
| Unité                                                                            | Surnom                                                      | Note |
| -------------------------------------------------------------------------------- | ----------------------------------------------------------- | --- |
| 1st New York Heavy Artillery Regiment                                            |                                                             | |
| 2nd New York Heavy Artillery Regiment                                            |                                                             | |
| 3rd New York Heavy Artillery Regiment                                            |                                                             | |
| 4th New York Heavy Artillery Regiment                                            |                                                             | |
| 5th New York Heavy Artillery Regiment                                            |                                                             | |
| 6th New York Heavy Artillery Regiment                                            | "Anthony Wayne Guard"                                       | Formé au départ comme 135th regiment of infantry le 2 septembre 1862. Renommé 6th regiment of heavy artillery le 3 octobre 1862 à la suite d'un besoin de défenses protégeant la capitale.      |
| 7th New York Heavy Artillery Regiment                                            |                                                             | Formé au départ comme 113th regiment of infantry le 18 août 1862. Renommé 7th New York Heavy Artillery le 19 décembre 1862 à la suite d'un besoin de défenses protégeant la capitale.           |
| 8th New York Heavy Artillery Regiment                                            |                                                             | Formé au départ comme 129th New York Infantry Regiment le 22 août 1862. Renommé 8th New York Heavy Artillery le 19 décembre 1862 à la suite d'un besoin de défenses protégeant la capitale.     |
| 9th New York Heavy Artillery Regiment                                            | "2nd Auburn Regiment" et "Cayuga and Wayne County Regiment" | Formé au départ comme 138th New York Infantry Regiment le 8 septembre 1862. Renommé 9th New York Heavy Artillery le 19 décembre 1862 à la suite d'un besoin de défenses protégeant la capitale. |
| 10th New York Heavy Artillery Regiment                                           | "Black River Artillery;" "Jefferson County Regiment"        | |
| 11th New York Heavy Artillery Regiment                                           |                                                             | |
| 12th New York Heavy Artillery Regiment                                           |                                                             | Non complété – Devient partie du 15th Heavy Artillery |
| 13th New York Heavy Artillery Regiment                                           |                                                             | |
| 14th New York Heavy Artillery Regiment                                           |                                                             | |
| 15th New York Heavy Artillery Regiment                                           |                                                             | |
| 16th New York Heavy Artillery Regiment                                           |                                                             | |
| 1st New York Marine Artillery Regiment                                           | "Howard's Artillery, Naval Brigade"                         | |
| 3rd New York Light Artillery Regiment                                            |                                                             | Formé au départ comme 19th New York Infantry Regiment le 22 mai 1861. Renommé 3rd New York Light Artillery Regiment le 11 décembre 1862.                                                        |
| 1st New York Heavy Artillery Battalion                                           |                                                             | Converti en independent light artilley batteries |
| 3rd New York Heavy Artillery Battalion                                           |                                                             | Incorporé dans le 15th Heavy Artillery Regiment |
| 4th New York Heavy Artillery Battalion                                           |                                                             | Incorporé dans le 10th Heavy Artillery Regiment |
| 5th New York Heavy Artillery Battalion                                           |                                                             | Incorporé dans le 10th Heavy Artillery Regiment |
| 6th New York Heavy Artillery Battalion                                           |                                                             | Incorporé dans le 5th Heavy Artillery Regiment |
| 8th New York Heavy Artillery Battalion                                           |                                                             | Incorporé dans le 10th Heavy Artillery Regiment |
| 1st New York Light Artillery Battalion                                           | "Brickel's German Light Artillery"                          | |
| 2nd New York Light Artillery Battalion                                           |                                                             | Incorporé plus tard dans les 14th et 15th Batteries Light Artillery |
| Anthon's Battalion of Artillery                                                  | Willard's Battalion of Artillery                            | Non complété – est incorporé dans les 20th et 28th Batteries Light Artillery |
| New York Rocket Battalion                                                        | General Barry's Rocket Battalion of Artillery               | devient partie des 23rd et 24th Batteries Light Artillery |
| 2nd Independent Battery New York Light Artillery                                 |                                                             | |
| 3rd Independent Battery New York Light Artillery                                 |                                                             | |
| 5th Independent Battery New York Light Artillery                                 | "1st Excelsior Light Artillery"                             | |
| 11th Independent Battery New York Light Artillery                                | "Havelock Battery"                                          | |
| 12th Independent Battery New York Light Artillery                                |                                                             | |
| 13th Independent Battery New York Light Artillery (Veteran)                      |                                                             | |
| 14th Independent Battery New York Light Artillery                                |                                                             | |
| 17th Independent Battery New York Light Artillery                                |                                                             | |
| 18th Independent Battery New York Light Artillery                                |                                                             | |
| 19th Independent Battery New York Light Artillery                                |                                                             | |
| 20th Independent Battery, New York Volunteer Artillery                           |                                                             | |
| 21st Independent Battery New York Light Artillery                                |                                                             | |
| 22nd Independent Battery New York Light Artillery                                |                                                             | |
| 23rd Independent Battery New York Light Artillery                                |                                                             | |
| 24th Independent Battery New York Light Artillery                                |                                                             | |
| 25th Independent Battery New York Light Artillery                                |                                                             | |
| 26th Independent Battery New York Light Artillery                                |                                                             | |
| 27th Independent Battery New York Light Artillery                                |                                                             | |
| 28th Independent Battery New York Light Artillery                                |                                                             | |
| 29th Independent Battery New York Light Artillery                                |                                                             | |
| 30th Independent Battery New York Light Artillery                                |                                                             | |
| 31st Independent Battery New York Light Artillery                                |                                                             | |
| 32nd Independent Battery New York Light Artillery                                |                                                             | |
| 33rd Independent Battery New York Light Artillery                                |                                                             | |
| 34th Independent Battery New York Light Artillery                                |                                                             | |
| 35th Independent Battery New York Light Artillery                                |                                                             | |
| 36th Independent Battery New York Light Artillery                                |                                                             | |
| Varian's Battery, Light Artillery/New York State Militia/New York National Guard | "First Troop, Washington Grays"                             | Later Company "I" 8th Regiment |

### 1st New York Light Artillery
- Batterie A, 1st New York Light Artillery
- Batterie B, 1st New York Light Artillery
- Batterie C, 1st New York Light Artillery
- Batterie D, 1st New York Light Artillery
- Batterie E, 1st New York Light Artillery
- Batterie F, 1st New York Light Artillery
- Batterie G, 1st New York Light Artillery
- Batterie H, 1st New York Light Artillery
- Batterie I, 1st New York Light Artillery
- Batterie K, 1st New York Light Artillery
- Batterie L, 1st New York Light Artillery
- Batterie M, 1st New York Light Artillery

## Ingénieurs
| Unité                                     | Surnom                                        | Note                                                     |
| ----------------------------------------- | --------------------------------------------- | -------------------------------------------------------- |
| 1st New York Engineer                     | Artisan's and Engineers ; Serrell's Engineers |                                                          |
| 2nd New York Volunteer Engineer Regiment  |                                               | Non complété - incorporé dans le 15th New York Engineers |
| 15th New York Volunteer Engineer Regiment | Sappers and Miners                            | Enrôlé en tant que 15th NY Infantry Regiment             |
| 50th New York Volunteer Engineer Regiment | Stuart's Engineers                            | Enrôlé en tant que 50th NY Infantry Regiment.            |

## Brigades
| Unité                        | Désignations alternatives               | Note                                                                                     |
| ---------------------------- | --------------------------------------- | ---------------------------------------------------------------------------------------- |
| Eagle Brigade                | "Scrogg's Brigade"                      |                                                                                          |
| Empire Brigade               | "Spinola Brigade"                       |                                                                                          |
| Brigade Excelsior            | "Brigade des faucilles                  |                                                                                          |
| Brigade irlandaise de Meager |                                         |                                                                                          |
| Corcoran's Brigade           | « Corcoran's Legion », « Irish Legion » |                                                                                          |
| Metropolitan Brigade         | "Metropolitan Guard"                    | Recruté par la police métropolitaine de New York, n'a jamais servi comme brigade unifiée |

## Voir également
- Liste des armureries et arsenaux de la ville de New York et des comtés environnants
- Liste des unités de la guerre de Sécession par état